# بيلا تار
بيلا تار (بالمجرية: Tarr Béla )‏ (و. 1955  م) هو كاتب سيناريو، ومخرج أفلام مجري، ولد في بيتش.

## التعليم
تعلم في جامعة الفنون المسرحية والسينمائية.

## جوائز
حصل على جوائز منها:
- Magyar filmkritikusok díja  [لغات أخرى]‏ (2013)
- جائزة كونراد وولف [الإنجليزية]‏ (2010)
- جائزة بيلا بالاش  [لغات أخرى]‏
- جائزة كوشوت [الإنجليزية]‏.

## وصلات خارجية
- بيلا تار على موقع IMDb (الإنجليزية)
- بيلا تار على موقع مونزينجر (الألمانية)
- بيلا تار على موقع قاعدة بيانات الأفلام العربية
- بيلا تار على موقع ألو سيني (الفرنسية)
- بيلا تار على موقع تيرنر كلاسيك موفيز (الإنجليزية)
- بيلا تار على موقع أول موفي (الإنجليزية)
- بيلا تار على موقع قاعدة بيانات الأفلام السويدية (السويدية)
- بيلا تار على موقع قاعدة بيانات الفيلم (الإنجليزية)
- بيلا تار على موقع كينوبويسك (الروسية)